# Atella, Basilicata
Atella är en ort och kommun i provinsen Potenza i regionen Basilicata i Italien. Kommunen hade 3 829 invånare (2017).